# François-Louis de Lorraine
François-Louis de Lorraine, né en 1623 ou le 4 avril 1627 et mort le 27 juin 1694, comte d'Harcourt, de Rieux, Rochefort et Montlaur, marquis de Maubec et baron d'Aubenas, est un gentilhomme français membre de la Maison de Lorraine.

## Biographie
Troisième fils de Charles de Lorraine, duc d'Elbeuf et de Catherine-Henriette de Bourbon, fille légitimée d'Henri IV et de Gabrielle d'Estrées, François-Louis de Lorraine est d'abord titré prince puis comte d'Harcourt.

## Descendance
Il épouse Anne d'Ornano, comtesse de Montlaur et marquise de Maubec, au Palais-Royal à Paris, en juillet 1645 (petite-fille d'Alphonse d'Ornano). Le couple a six enfants : 
1. François (1645–1694), sans descendance, né avant le mariage de ses parents mais reconnu, il est légitimé en 1694 ;
2. Marie-Angélique-Henriette (1646–1674), mariée le 7 février 1671 à Nuno Álvares Pereira de Melo (1638-1727), 1er duc de Cadaval (1648), 4e marquis de Ferreira, 5e comte de Tentugal, morte en couches ;
3. Alphonse-Henri-Charles (1648-1718)[1], prince d'Harcourt, comte de Montlaur et Saint-Romaise, marquis de Maubec, baron d'Aubenas, bataille à Lille en 1667, en Hollande en 1672, à Maestricht en 1673, sert à Venise en 1681 et marié le 21 février 1667 à Paris avec Marie-Françoise de Brancas (1657-1715), marquise de Maubec, dame du Palais de la reine Anne d'Autriche, fille de Charles de Brancas et de Suzanne Garnier ;
4. César (1650-1675), mort en Allemagne d'un coup de canon, prince puis comte de Montlaur, chevalier d'Harcourt, sans descendance ;
5. Marie-Anne (1657–1699), religieuse le 28 juillet 1665, puis abbesse de l'abbaye de Montmartre en mars 1683, sans descendance ;
6. Charles (1661-1683), dit abbé d'Harcourt, sans descendance.

De sa liaison avec Marie-Blanche Morin (ou Maurin) :
1. César d'Harcourt, né le 27 janvier 1672 ;
2. Henri d'Harcourt, né le 31 mars 1674 ;
3. Marie-Anne d'Harcourt, née le 7 février 1675 ;
4. Catherine d'Harcourt, née le 24 septembre 1676.